# Santa Maria del Taro
Santa Maria del Taro è una frazione del comune di Tornolo, in provincia di Parma.
La località dista 11,99 km dal capoluogo.
Il centro abitato sorge a 6 km dal passo del Bocco, situato poco oltre il confine con la città metropolitana di Genova, e rappresenta la località abitata emiliana più prossima al mar Ligure; per questo motivo il dialetto, la cucina e l'architettura mostrano varie influenze liguri.

## Geografia fisica
La frazione sorge nella valle del fiume Taro, in corrispondenza della sua confluenza col torrente Tarola; il fiume nasce 3 km a nord del borgo, sulle pendici emiliane del monte Penna.
Nelle vicinanze di Santa Maria del Taro si elevano numerose vette dell'Appennino ligure, poste lungo lo spartiacque che segna all'incirca il confine tra la provincia di Parma e la città metropolitana di Genova: il monte Ghiffi (1237 m), la Rocca della Scaletta (1439 m), il monte Nero (1752 m), il monte Penna (1735 m), il monte Crociato (1496 m), il monte Zatta (1404 m) e il monte Pollano (1081 m).
La frazione è situata a 6 km dal passo del Bocco, che collega attraverso la strada provinciale la val Taro alla valle Sturla. I versanti montani, spesso molto scoscesi, sono coperti da fitte boscaglie, tra cui predominano le faggete; numerosi sono anche i corsi d'acqua, che formano varie cascatelle, mentre rare sono le zone pianeggianti, frazionate in piccoli lotti coltivati.

## Storia
Intorno all'VIII secolo un gruppo di monaci provenienti dall'abbazia di San Colombano di Bobbio fondò nell'odierna Santa Maria del Taro un convento con annessi un ospizio per pellegrini e una cappella dedicata alla natività di Maria; il luogo sorgeva infatti all'incrocio tra le strade per il passo del Bocco, il passo della Scaletta e il passo dell'Incisa.
Prima del 1150 la giurisdizione sul convento passò all'abbazia di Borzone; crebbe da allora l'interesse dei conti di Lavagna Ravaschieri, Fieschi e Bianchi sulla zona, tanto che nel 1393 il papa Bonifacio IX concesse per un secolo l'amministrazione e l'usufrutto dei beni della chiesa alla famiglia Ravaschieri. La zona rientrava nelle mire anche dei conti Landi di Compiano, che a lungo la contesero ai conti lavagnesi, finché nel 1552 Simone Ravaschieri vendette al marchese di Bardi Agostino Landi ogni suo diritto su Santa Maria del Taro, che fu quindi annessa allo Stato Landi.
Nel 1682 Gian Andrea III Doria-Landi, nipote della principessa Maria Polissena Landi, ultima della stirpe, alienò lo Stato Landi al duca Ranuccio II Farnese, che lo annetté al ducato di Parma e Piacenza.
Nel 1853 il versante emiliano del monte Penna fu affidato in gestione dal duca Carlo III di Borbone al barone inglese Thomas Ward, che iniziò lo sfruttamento delle miniere di rame e del legname delle foreste; l'imprenditore progettò anche una ferrovia per collegare la zona con Piacenza, ma l'anno seguente, dopo la morte di Carlo III, le concessioni furono ritirate.
Nel 1874 a Manchester fu fondata dal viceconsole inglese di Genova Henry De Thierry e alcuni soci la "Società Foreste e Miniere del Monte Penna", che ottenne in gestione le foreste e le miniere del versante emiliano del monte. Mentre l'estrazione del rame si rivelò presto poco redditizia e venne abbandonata, il legno di faggio divenne una preziosa risorsa per la distillazione, allo scopo di produrre acido pirolegnoso greggio, utilizzato all'epoca per ricavare l'alcol metilico, l'acido acetico e il catrame. L'imprenditore, in qualità di direttore societario, si stabilì in una grande villa a Santa Maria del Taro, che divenne la sede del primo stabilimento italiano per la distillazione del legno, dal 1897 ribattezzato "Società italiana per le industrie chimiche". L'industria risollevò l'economia della piccola e isolata frazione, attirando per alcuni decenni fino a 5000 lavoratori; Henry De Thierry fece inoltre costruire una lunga teleferica tra il monte Penna e gli impianti produttivi nel centro del paese e, nella località di Pianazzo, un'officina elettrica per la produzione di energia. L'opera più importante da lui finanziata e realizzata fu però la strada di collegamento, attraverso il passo del Bocco, con Chiavari, che fu in seguito unita a Santa Maria del Taro con una linea di corriere.
Gli stabilimenti furono successivamente chiusi nel corso del XX secolo, ma rimasero sempre in funzione le due centraline idroelettriche, tra cui quella di Strinabecco.

## Monumenti e luoghi d'interesse

### Santuario della Natività di Maria Vergine

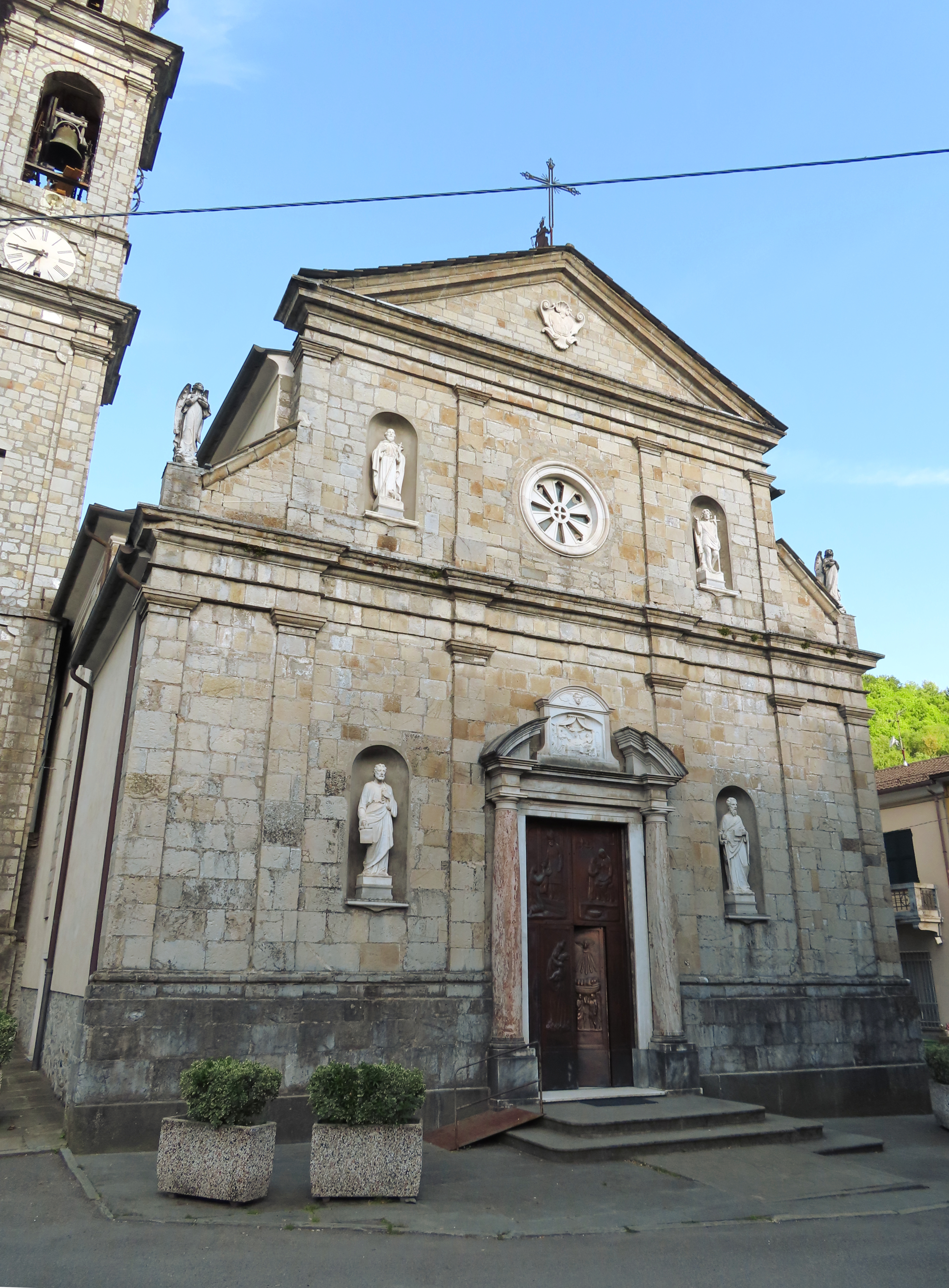
Santuario della Natività di Maria Vergine

Edificato originariamente nell'VIII secolo dai monaci dell'abbazia di San Colombano di Bobbio, il luogo di culto fu completamente ricostruito prima del 1150; elevato a santuario nel 1259, fu restaurato tra il 1393 e il 1399; affidato in gestione nel 1536 al clero secolare, fu abbattuto e riedificato in stile barocco tra il 1807 e il 1834 e arricchito del campanile tra il 1837 e il 1843; decorato con quattro statue in marmo nella facciata, il tempio è ornato internamente con affreschi realizzati nel 1945 da Romeo Muse; l'edicola sull'altare maggiore accoglie una statuetta tardo-quattrocentesca raffigurante la Madonna col Bambino, donata secondo la tradizione dalla santa Caterina Fieschi Adorno.

### Ponte dei Priori

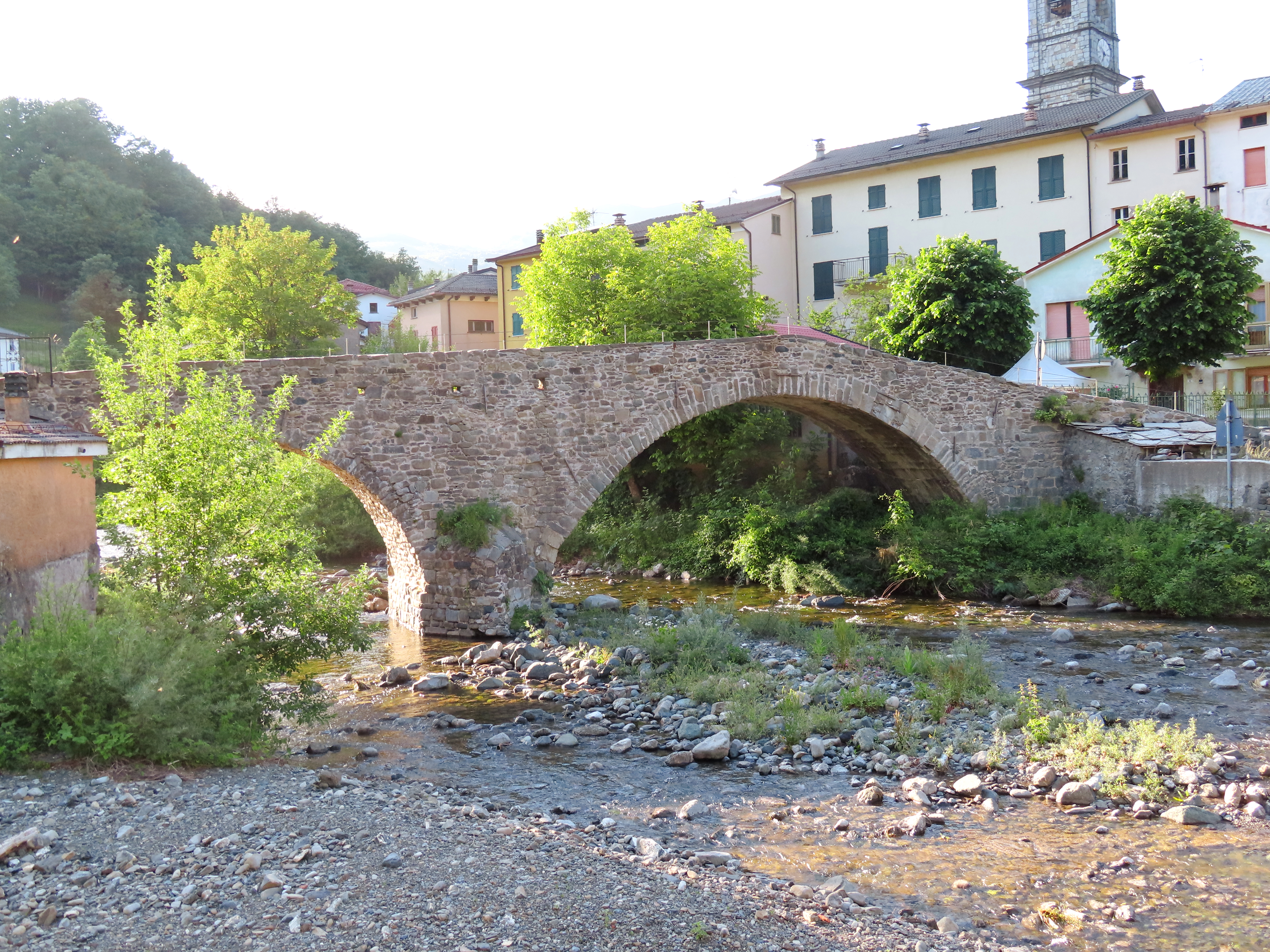
Ponte dei Priori

Edificato in epoca medievale per valicare il fiume Taro a monte della confluenza col torrente Tarola, il ponte, danneggiato dalle piene rovinose del corso d'acqua, fu ristrutturato più volte nei secoli e consolidato strutturalmente nel 2010; realizzato su due campate ad arco con un pilone centrale, il manufatto è costituito da ciottoli di fiume sbozzati misti a blocchi squadrati.

## Società

### Lingue e dialetti
Il dialetto di Santa Maria del Taro non è affine a quello parmigiano, ma, come tutti quelli delle alte valli del Taro e Ceno a partire da Ostia, Tiedoli, Mariano, Tosca e Bardi, è di tipo ligure e non emiliano; quello di Santa Maria, per fonetica, parole e cadenza, è, tra i dialetti della zona, il più vicino al ligure della riviera di Levante, in particolare di Chiavari.

## Economia
L'economia della frazione è incentrata prevalentemente sul turismo, oltre che sull'artigianato, legato prevalentemente alla produzione di mobili in legno; molto scarsa è l'attività agricola.

## Eventi
I principali eventi che si svolgono nella frazione sono:
- festa del gelato artigianale, ultima domenica di gennaio;
- festa della Baciocca, agosto;
- sagra di San Rocco, agosto;
- festa patronale di Maria Bambina, 8 settembre;
- festa della castagna, ottobre.

## Infrastrutture e trasporti
La frazione è attraversata dalla strada provinciale del passo del Bocco, che collega Bedonia con Chiavari; la tratta è servita da autobus extraurbani della compagnia TEP.
La stazione ferroviaria più vicina è quella di Borgo Val di Taro lungo la ferrovia Pontremolese, che si trova a 27 km da Santa Maria del Taro. In alternativa si trovano a circa 35 km le stazioni di Chiavari e Lavagna lungo la ferrovia Genova-Pisa.

## Sport
La squadra di calcio locale, ribattezzata più volte, col nome di "Santa Maria Taro e San Salvatore" giocò in Promozione Liguria nel 2011-2012, dopo esser stata promossa nel 2010 dalla Prima Categoria Liguria; ribattezzata nuovamente in "Monte Penna", fu retrocessa l'anno seguente e fu infine sciolta nel 2015; fu rifondata nel 2018 col nome di "ASD Santa Maria del Taro" e da allora milita nella Terza Categoria Liguria.